# Mandan (North Dakota)
Mandan is een plaats (city) in de Amerikaanse staat North Dakota, en valt bestuurlijk gezien onder Morton County.

## Demografie
Bij de volkstelling in 2000 werd het aantal inwoners vastgesteld op 16.718.
In 2006 is het aantal inwoners door het United States Census Bureau geschat op 17.449, een stijging van 731 (4.4%).

## Geografie
Volgens het United States Census Bureau beslaat de plaats een oppervlakte van
26,7 km², waarvan 26,4 km² land en 0,3 km² water. Mandan ligt op ongeveer 502 m boven zeeniveau.

## Plaatsen in de nabije omgeving
De onderstaande figuur toont nabijgelegen plaatsen in een straal van 40 km rond Mandan.